# Mecysmauchenioides
Mecysmauchenioides là một chi nhện trong họ Mecysmaucheniidae.